# New Castle, New Hampshire
New Castle är en kommun (town) i Rockingham County i delstaten New Hampshire, USA med 968 invånare (2010).